# Joseph d’Estourmel
François de Sales, Marie, Joseph , comte d'Estourmel, né à Paris en 1783, mort dans cette même ville le 13 décembre 1852 , est un administrateur français.

## Biographie
Joseph d'Estourmel appartient à une vieille maison picarde. Il est le fils de Louis Marie d'Estourmel (1744-1823), lieutenant général, député de la Somme aux États généraux puis aux assemblées suivantes, et de Renée Philiberte de Galard de Béarn ; le frère d'Alexandre-César d'Estourmel, diplomate, militaire et député du Nord.
Il est présenté de minorité, dès sa naissance, à l'ordre de Saint-Jean de Jérusalem en 1783 mais ne pourra pas présenter ses vœux de moine-soldat à cause de l'expulsion de l'île de Malte de l'Ordre par le général Bonaparte.

### Un administrateur
Il entre au Conseil d'État comme auditeur en 1810.
Le 14 janvier 1811, il est nommé sous-préfet de Château-Gontier. Confirmé par le Roi Louis XVIII à la première Restauration, il démissionne lors des Cent-Jours, le 20 mars 1815.  
Le 12 juillet suivant, à la seconde Restauration, il obtient la préfecture de l'Aveyron, poste auquel il doit gérer Fualdès, meurtre de l'ancien procureur impérial dans la nuit du 19 au 20 mars 1817 par des royalistes. 
Il fut à ce poste très apprécié car il créa des chantiers et des ateliers de charité pour combattre la misère. Il organisa également la vaccination contre la petite vérole. Un boulevard de Rodez porte son nom.
Il devient successivement préfet de la Sarthe le 8 juillet 1818, d'Eure-et-Loir le 19 juillet 1819, et des Vosges le 27 juin 1823. Dans les Vosges il s'occupe plus d'influencer les élections de l'année 1824 à l'avantage du régime, que de l’administration de son département.
Il est nommé préfet de la Manche le 7 avril 1824 et s'installe à Saint-Lô le 13 avril.  
Légitimiste mais défavorable aux ordonnances, il rend publique sa démission de ses fonctions de préfet de la Manche le soir du 3 août 1830. Il en assume néanmoins l'intérim durant l'inter règne. Sa maîtrise et le respect dont il est entouré permettent le maintien de l'ordre dans le département, malgré la Révolution.  
Le 12 août 1830, il accueille Charles X et la famille royale, lors de leur départ pour l'exil, à leur entrée dans le département de la Manche, entre Vire et Torigny sur Vire. Après l'avoir reçu avec la famille royale à la préfecture de Saint-Lô, durant la nuit du 12 au 13 août, il l'accompagne jusqu'à Cherbourg en faisant étape à la sous-préfecture de Valognes au soir du vendredi 13 août. Après la fête de l'Assomption, le Roi et son entourage reprennent de Valognes le lundi 16 août la route pour Cherbourg, où  l'embarquement se fait le même jour pour Portsmouth . 
Après avoir conduit sans incident le Roi et son entourage à travers le département de la Manche, Joseph d'Estourmel quitte alors effectivement ses fonctions . 
Rentré dans la vie privée, il est connu sous la monarchie de Juillet comme voyageur, artiste et écrivain . Dès le mois de novembre 1830, il entreprend un long voyage d'agrément en Italie. Ses voyages de juin 1832 à septembre 1833 à travers l'Asie Mineure, la Grèce, la Syrie et l'Égypte, en compagnie de l'artiste suisse Wolfensberger , lui inspireront un célèbre Journal d'un voyage en Orient (1844), ainsi qu'une abondante production de dessins, lavis et aquarelles, d'où furent tirées de nombreuses lithographies.
En 1835, il visite le comte de Marnes, Louis XIX, à Kirchberg.

### Distinctions
- chevalier de Malte de minorité
- chevalier de la Légion d'honneur ;
- gentilhomme de la Chambre du Roi[16].

### Mariage
Joseph d'Estourmel épouse en 1822 Anne-Louise de Rohan-Chabot (Münster 21 janvier 1800 - château de Suzanne 28 janvier 1853), fille de feu Alexandre Louis Auguste de Rohan-Chabot, septième duc de Rohan, lieutenant-général des armées du Roi, et de Anne Louise Elisabeth de Montmorency. Ce mariage resta sans descendance.

### Œuvres
- Notice sur l'assassinat et la mort de S. A. R. Mgr le duc de Berry, impr. de Durand-Letellier et Labalte fils, Chartres, 1820 ; in-folio plano.
- Journal d'un voyage en Orient, Crapelet, Paris, 1844, 2 vol. in-8°, tome 1er, VIII-448 pages, lire en ligne ; tome second, 548 pages, lire en ligne ;
- Souvenirs de France et d'Italie dans les années 1830, 1831 et 1832, Crapelet, Paris, 1848; in-18°, VII-556 pages, lire en ligne ; rééd. Dentu, Paris, 1861, 454 pages, lire en ligne ;
- Derniers souvenirs du comte Joseph d'Estourmel, Dentu, Paris, 1860 (publication posthume), in-18°, VIII-344 pages, lire en ligne, concerne la 2e République (1848-1852).

### Sources
- Louis de La Roque, Catalogue des chevaliers de Malte : Appelés successivement chevaliers de l'Ordre Militaire et Hospitalier de Saint-Jean de Jérusalem, de Rhodes et de Malte 1099-1890, Paris, Alp. Desaide, 1891